# 山澤里奈
山澤 里奈（やまさわ りな、1976年6月9日 - ）は、NHK国際部の記者、ニュースキャスター。

## 来歴
神奈川県出身。父親の仕事の関係で、イラク、パキスタン、イギリス、アメリカで暮らす。
慶應義塾大学法学部法律学科卒業後、2000年4月NHK入局。初任地は熊本放送局。熊本時代はハンセン病問題など社会問題を中心に取材。その後、東京の報道局国際部に移り、2007年から2011年にヨーロッパ総局（パリ）駐在。その際に、ヨーロッパ、中東、アフリカなど各地で取材にあたる。
2011年夏に帰国後は国際部に戻り、2015年4月にNHK BS1の『キャッチ!世界の視点』メインキャスターとなる。

## 人物
趣味は旅行、ダンス。幼い頃からバレエを習い、イギリスにバレエ留学をした経験もある。
イラン・イラク戦争時にイラクに家族とともに住んでいた。その時にメディアの重要性を目の当たりにした経験から国際ジャーナリストを目指すようになる。